# Tangmere
Tangmere är en by och en civil parish i Chichester i Storbritannien. Den ligger i grevskapet West Sussex och riksdelen England, i den södra delen av landet, 80 km sydväst om huvudstaden London. Orten hade 2 462 invånare (2001).